# Zaránd (település)
Zaránd (románul Zărand) falu Romániában, Arad megyében.

## Fekvése
Aradtól 39 km-re északkeletre, Kisjenőtől 16 km-re délkeletre, Pankotától 10 km-re északnyugatra, a Fehér-Körös bal partján fekszik.

## Nevének eredete
Neve az ősi magyar Zaránd személynévből való, mely a szláv Svaran személynévből származik.
Nagy Géza szerint a Zaránd név jelentése arany.

## Története
1150-ben Zarand néven említik először. Egykori vára a Fehér-Körös és a Csiger összefolyásánál volt és 1232-ben már biztosan állott. Várispánság és az azonos nevű Zaránd vármegye székhelye lett. Később azonban elveszítette jelentőségét. Határában több középkori falu is volt egykor. Őstelek nevű határrészén feküdt a középkori Csumótelek és Őstelek, amelyek 1596-ban pusztulhattak el. Északnyugatra Harkálypuszta helyén állt Haraklyán falu, amely ismeretlen okból néptelenedett el. A középkorban az azonos nevű vármegye székhelye, később jelentősége megszűnt, a megyeszékhely Körösbánya lett.
A 16. században két részből, Magyar- és Tótzarándból állott. 1508-ban és 1515-ben megyegyűlés színhelye volt 1566 után török közigazgatási központ. 1876-ban a vármegye területét is felosztották Arad és Hunyad vármegyék között.
1910-ben 3484 lakosából 3144 román és 168 magyar volt. A trianoni békeszerződésig Arad vármegye Kisjenői járásához tartozott.
1992-ben társközségeivel együtt 2733 lakosából 2469 román, 254 cigány, 4 magyar és 1 német volt.
A 2002-es népszámlálás szerint 1429 lakosa közül 1280 fő (89,6%) román, 137 (9,6%) cigány, 6 (0,4%) ukrán, 4 (0,3%) szlovák, 2 fő (0,1%) pedig magyar.

## Híres szülöttei
- Itt született 1888-ban Déri-Deheleanu Gyula (eredeti nevén Iuliu Deheleanu) művelődéspolitikus.